# Моро (залив)
Моро (на тагалог: Golpo ng Moro) е голям залив в северната част на море Сулавеси, край  югозападните бреговете на остров Минданао във Филипините. Вдава се на север на 148 km навътре в сушата, ширината му на входа между носовете Линао на изток (на о. Минданао) и Матанал на запад (на о. Басилан) е 204 km, преобладаващите дълбочини са в порядъка на 2500 – 5000 m, максималната е 5175 m. На запад чрез протока Басилан (между островите Минданао и Басилан) се свързва с море Сулу. В северната му част са формирани три по-малки залива – Сибугей (на северозапад), Думанкилас (на север) и Илияна (на североизток). Между първите два залива е разположен големият остров Олутанга. От изток в него се влива река Минданао, а от север – река Сибугей. Приливите са неправилни полуденонощни с височина около 2 m. По бреговете му са разположени множество населени места, като най-големите са градовете Замбоанга на запад, Пагадиан на север и Котабато на изток.